# 特倫欽區
48°54′N 18°02′E / 48.900°N 18.033°E

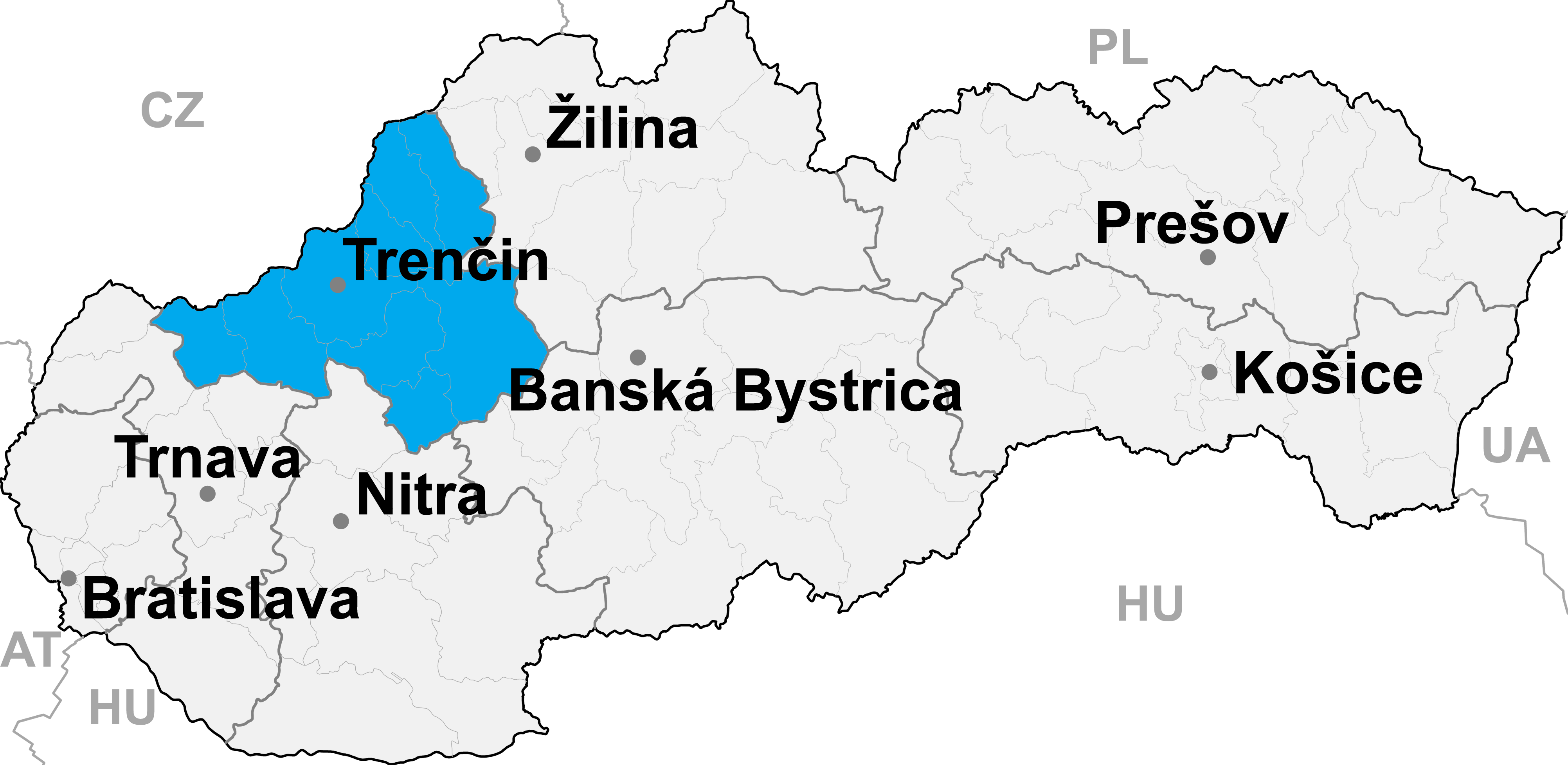

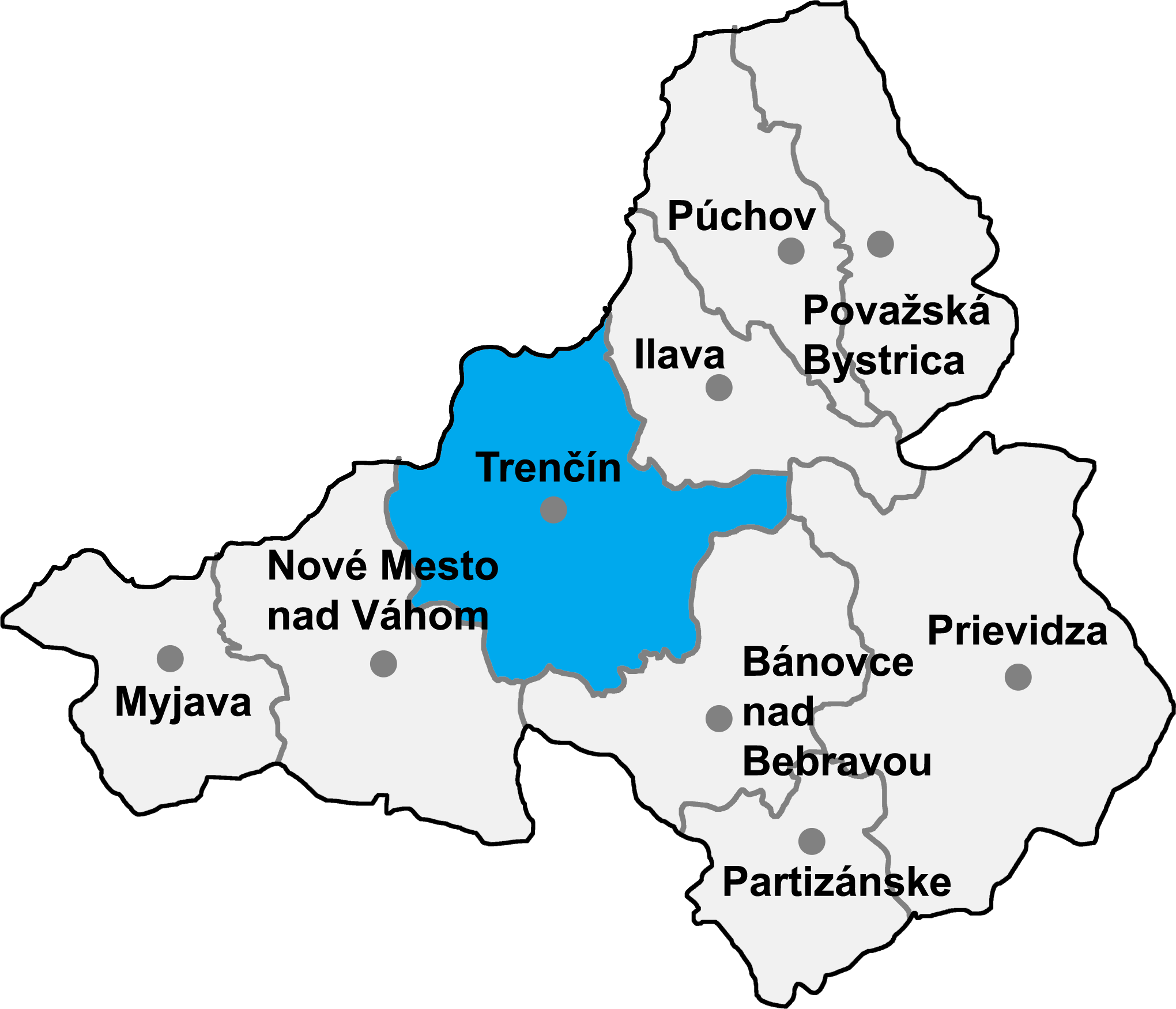

特倫欽區，是斯洛伐克的一個區，位於該國西部，由特倫欽州負責管轄，面積675平方公里，2015年該區人口113,945，人口密度為每平方公里170人。